# Terroranschläge in Afghanistan am 24. Juli 2017
Bei Terroranschlägen in Afghanistan am 24. Juli 2017 in Kabul und in der Provinz Ghor starben mindestens 70 Menschen, Dutzende weitere wurden verletzt.
Im Kabuler Viertel Gulai-e Dawachana, nahe dem Haus des stellvertretenden Regierungsgeschäftsführers Hadschi Mohammed Mohakek, zerstörte eine Bombe einen Bus, der Mitarbeiter des Bergbauministeriums transportierte, wobei 35 Menschen getötet und 42 verletzt wurden. Laut afghanischem Innenministerium war die Autobombe von einem Selbstmordattentäter gezündet worden. Die Taliban bekannten sich zu der Tat.
Am gleichen Tag drangen die Taliban in eine Klinik in der zentralafghanischen Provinz Ghor ein und töteten dort 35 Menschen.